# Arcturus
Arcturus – awangardowy zespół metalowy pochodzący z Norwegii. Został założony w 1987 r., początkowo znany pod nazwą Mortem. Jego założycielami są Steinar Sverd Johnsen i Jan Axel „Hellhammer” Blomberg. W 1990 roku zespół zmienił nazwę na Arcturus – od nazwy gwiazdy z gwiazdozbioru Wolarza.

## Historia

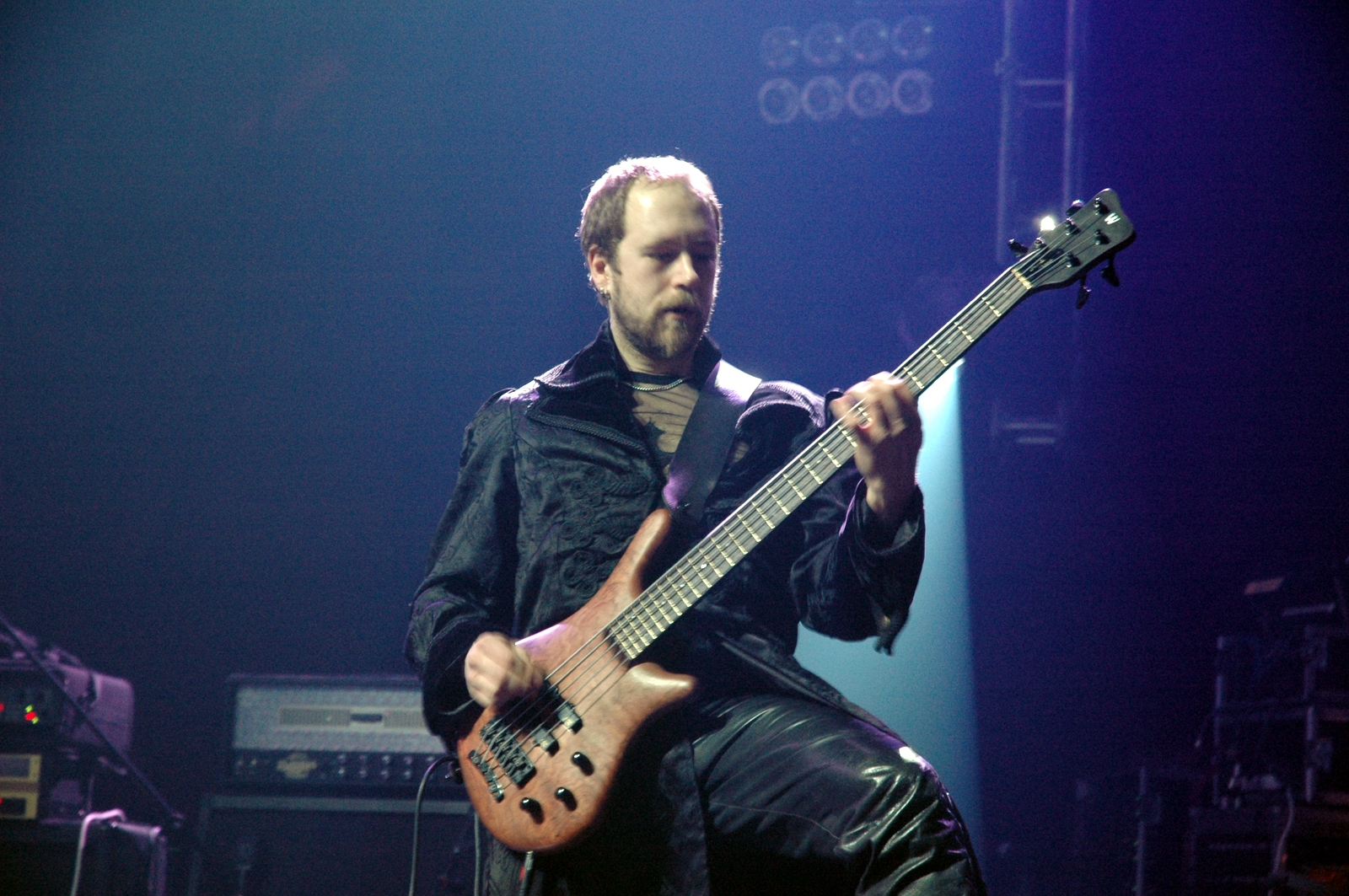
Hugh Steven James „Skoll” Mingay podczas koncertu na festiwalu Metalmania w katowickim Spodku 12 marca 2005 roku

Pierwotny skład zmienił się w 1991 roku, gdy basista i wokalista Marius Vold (ex-Thorns) został wyrzucony z zespołu. Niebawem zespół został okrzyknięty black metalową supergrupą. Wówczas w skład Arcturusa wchodzili: Kristoffer „Garm” Rygg (Ulver, Head Control System, ex-Borknagar) – wokalista, Carl August Tidemann (Winds, Tritonus) – gitarzysta, Hugh „Skoll” Mingay (Ulver, ex-Ved Buens Ende) – basista. Ponadto w zespole pozostali obaj założyciele – Hellhammer (Mayhem, ex-The Kovenant, Winds, Age Of Silence, Thorns) jako perkusista, oraz Steinar Sverd Johnsen (ex-The Kovenant, ex-Satyricon, ex-Ulver) jako główny kompozytor i klawiszowiec. W 1994 roku Samoth (Emperor, Zyklon) zagrał partie gitarowe na EP Constellation i wydał ją przez swoją wytwórnię, Nocturnal Art. Niebawem musiał opuścić zespół, bowiem został skazany na 16 miesięcy więzienia w związku z podpaleniem w 1993 roku wraz z członkami Mayhem drewnianego kościoła.
9 września 1995 roku, po nagraniu albumu Aspera Hiems Symfonia, zespół wystąpił na jedynym w ciągu najbliższych lat koncercie promującym to wydawnictwo, który miał miejsce w Gjerstad, w Norwegii. Po koncercie Garm zagroził, że odejdzie, jeśli zespół będzie chciał koncertować dalej.
W 2003 roku Garm opuścił zespół i skoncentrował się na pracy w Ulver. Zastąpił go Øyvind Hægeland, który wystąpił z zespołem na kilku koncertach, jednak 5 stycznia 2005 roku ogłoszono, iż Øyvind opuszcza zespół z przyczyn osobistych. Zastąpił go Simen „ICS Vortex” Hestnæs, który już wcześniej współpracował z zespołem – śpiewał niektóre partie wokalne na albumie La Masquerade Infernale („Master of Disguise”, „The Chaos Path” i „Painting My Horror”). Po tym, jak Carl August Tidemann opuścił zespół, Knut Magne Valle dołączył do Arcturusa. W 2003 roku Tore Moren przyłączył się do zespołu na czas koncertów jako drugi gitarzysta i w późniejszym czasie stał się jego pełnoprawnym członkiem. Knut i Tore zamiennie pełnią rolę gitarzystów prowadzących, przy czym Valle gra na 7-strunowej gitarze, zaś Moren używa gitary standardowej, 6-strunowej.
17 kwietnia 2007 roku zespół, odnosząc się do domysłów wysnuwanych po koncercie w Melbourne, który Simen Hestnæs rozpoczął słowami Witajcie na ostatnim występie Arcturusa, oficjalnie ogłosił zakończenie działalności. Powodem były problemy z pogodzeniem udziału w innych zespołach oraz organizacją prywatnego życia kilku członków sekstetu. W 2011 roku grupa wznowiła działalność.

## Muzycy
| Obecny skład zespołu - Hugh Steven James „Skoll” Mingay – gitara basowa (1995–2000, 2002–2007, od 2011) - Jan Axel „Hellhammer” Blomberg – perkusja (1987–2007, od 2011) - Knut Magne „Møllarn” Valle – gitara (1995–2007, od 2011) - Simen „ICS Vortex” Hestnæs – śpiew (1997, 2005–2007, od 2011) - Steinar Sverd Johnsen – instrumenty klawiszowe (1987–2007, od 2011) Muzycy koncertowi - Sebastian Grouchot – skrzypce (od 2015) | Byli członkowie zespołu - Carl August Tidemann – gitara (1995) - Dag Falang Gravem – gitara basowa (2001–2002) - Kristoffer „Garm” Rygg – śpiew (1993–2003) - Marius Vold – gitara basowa, śpiew (1987–1991) - Øyvind Hægeland – śpiew (2004–2005) - Tomas „Samoth” Haugen – gitara (1993–1994) - Tore Moren – gitara (2003–2007) |

## Dyskografia
Albumy
| Aspera Hiems Symfonia                   | - Data: 3 czerwca 1996 - Wydawca: Ancient Lore Creations    | –  | –  |
| La Masquerade Infernale                 | - Data: 27 października 1997 - Wydawca: Misanthropy Records | –  | –  |
| The Sham Mirrors                        | - Data: 9 kwietnia 2002 - Wydawca: The End Records          | 39 | –  |
| Sideshow Symphonies                     | - Data: 19 września 2005 - Wydawca: Season of Mist          | –  | –  |
| Arcturian                               | - Data: 8 maja 2015 - Wydawca: Prophecy Productions         | –  | 15 |
| „–” oznacza, że album nie był notowany. |                                                             |    |    |

Kompilacje
| Tytuł                                            | Dane dot. albumu                                       |
| ------------------------------------------------ | ------------------------------------------------------ |
| Reconstellation                                  | - Data: 1999 - Wydawca: wydanie własne                 |
| Disguised Masters                                | - Data: 5 lipca 1999 - Wydawca: Jester Records         |
| Aspera Hiems Symfonia / Constellation / My Angel | - Data: 25 czerwca 2002 - Wydawca: Candlelight Records |

Inne
| Tytuł                        | Dane dot. albumu                                              |
| ---------------------------- | ------------------------------------------------------------- |
| Promo 90 (demo)              | - Data: 1990 - Wydawca: wydanie własne                        |
| My Angel (singel)            | - Data: 8 lipca 1991 - Wydawca: Putrefaction Records          |

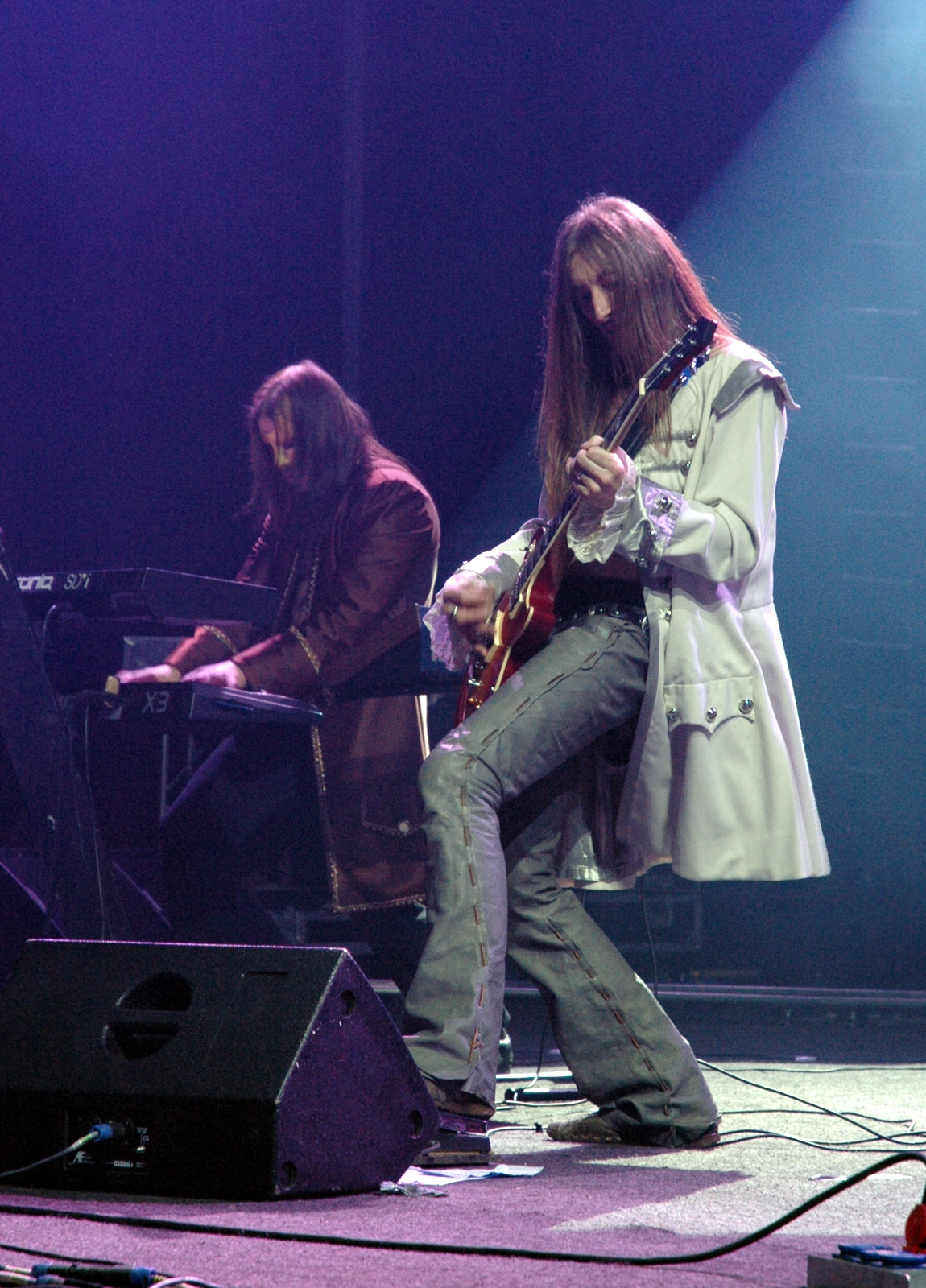
Steinar Sverd Johnsen oraz Tore Moren podczas koncertu na festiwalu Metalmania w katowickim Spodku 12 marca 2005 roku

| Constellation (EP)           | - Data: 14 sierpnia 1994 - Wydawca: Nocturnal Art Productions |
| True Kings of Norway (split) | - Data: 12 czerwca 2000 - Wydawca: Spikefarm Records          |
| Shipwrecked in Oslo (DVD)    | - Data: 21 sierpnia 2006 - Wydawca: Season of Mist            |